# Episodi di Seinfeld (prima stagione)
La prima stagione della serie televisiva Seinfeld, composta da 5 episodi, è stata trasmessa in prima visione negli Stati Uniti d'America dalla NBC dal 5 luglio 1989 al 21 giugno 1990.
In Italia è stata trasmessa in prima visione su TMC a partire dal 6 novembre 1995, dal lunedì al venerdì alle 13:00.
| nº | Titolo originale        | Titolo italiano        | Prima TV USA   | Prima TV Italia |
| -- | ----------------------- | ---------------------- | -------------- | --------------- |
| 1  | The Seinfeld Chronicles | Episodio pilota        | 6 luglio 1989  | 6 novembre 1995 |
| 2  | The Stake Out           | L'investigazione       | 31 maggio 1990 |                 |
| 3  | The Robbery             | Il furto               | 7 giugno 1990  |                 |
| 4  | Male Unbonding          | L'amico insopportabile | 14 giugno 1990 |                 |
| 5  | The Stock Tip           | Investimenti incauti   | 21 giugno 1990 |                 |

## Episodio pilota
- Titolo originale: The Seinfeld Chronicles
- Diretto da: Art Wolff
- Scritto da: Larry David e Jerry Seinfeld

### Trama
Jerry racconta a George di una donna di nome Laura che ha incontrato nel Michigan e che viene a New York per un seminario. Jerry si chiede se ha intenzioni romantiche. I due continuano a parlare di lei dopo aver lasciato il pranzo. Jerry riceve quindi una telefonata da Laura, che gli chiede se può pernottare nel suo appartamento. Jerry la invita, ma non è ancora sicuro se la sua visita sia intesa o meno come romantica. Jerry e Laura arrivano all'appartamento. Laura riceve quindi una chiamata e quando Laura abbassa il telefono dice a Jerry: "Non fidanzarti mai". Jerry poi si rende conto che non ha possibilità con Laura, ma si è già impegnato per un intero fine settimana con lei.
- Altri interpreti: Lee Garlington (Claire), Pamela Brull (Laura)
- Ascolti USA: telespettatori 15 400 000[7]

## L'investigazione
- Titolo originale: The Stake Out
- Diretto da: Tom Cherones
- Scritto da: Larry David e Jerry Seinfeld

### Trama
Durante una festa, Jerry flirta con una donna ma non scopre nulla su di lei tranne il suo posto di lavoro. Jerry è riluttante a chiedere il suo numero di telefono dalla sua ex ragazza Elaine perché non le parla di altre donne. Il padre di Jerry, Morty Seinfeld, gli suggerisce di aspettare la donna fuori dall'edificio e fingere di incontrarla casualmente. Jerry segue il consiglio. Riesce a conoscere la donna, il cui nome è Vanessa. I due decidono quindi di uscire per un appuntamento.
- Altri interpreti: Lynn Clark (Vanessa), Phil Bruns (Morty Seinfeld)
- Ascolti USA: telespettatori 22 500 000[9]

## Il furto
- Titolo originale: The Robbery
- Diretto da: Tom Cherones
- Scritto da: Matt Goldman

### Trama
Jerry viene derubato a causa di Kramer che ha lasciato la porta del suo appartamento aperta, quindi Jerry decide di trovare un nuovo appartamento. Come agente immobiliare, George trova un nuovo appartamento per Jerry, ma poi lo vuole per se stesso. Il gruppo discute su chi dovrebbe avere l'appartamento, con Elaine che ottiene l'appartamento di George o Jerry, a seconda di chi si trasferirà. Non volendo danneggiare la loro amicizia, Jerry e George decidono di non trasferirsi e di cedere l'appartamento ad altri. Dopo aver visto quanto i nuovi proprietari apprezzano l'appartamento, si pentono della loro decisione.
- Altri interpreti: Anita Wise (cameriera), Kimberly Kates (Diane)
- Ascolti USA: telespettatori 19 700 000[10]

## L'amico insopportabile
- Titolo originale: Male Unbonding
- Diretto da: Tom Cherones
- Scritto da: Larry David e Jerry Seinfeld

### Trama
Jerry cerca di evitare di incontrare un vecchio amico d'infanzia, Joel Horneck, che insiste a tenersi in contatto con lui. Jerry afferma che il motivo per cui non ha rotto la relazione è perché Joel è un uomo. George suggerisce a Jerry di fingere che Joel sia una donna e di rompere normalmente. Jerry tenta di rompere con Joel, ma Joel scoppia in lacrime; Jerry cambia idea e accetta di portarlo a vedere i New York Knicks. Nel frattempo, Kramer, che lavora sotto il nome di Kramerica Industries, sta lavorando all'idea di costruire una pizzeria dove ognuno si fa la propria di pizza.
- Altri interpreti: Kevin Dunn (Joel)
- Ascolti USA: telespettatori 19 100 000[11]

## Investimenti incauti
- Titolo originale: The Stock Tip
- Diretto da: Tom Cherones
- Scritto da: Larry David e Jerry Seinfeld

### Trama
George riceve un consiglio su delle azioni e, dopo aver investito $ 5 000, passa il consiglio a Jerry, che investe $ 2 500. Jerry ha un primo appuntamento con Vanessa; un fine settimana in un posto consigliato da Elaine. Come aveva previsto George, l'appuntamento finisce per essere un disastro. Nel frattempo, sia George che Jerry sono scioccati nello scoprire che la fonte della soffiata sulle azioni era stata ricoverata in ospedale. Sebbene non siano sicuri di quando vendere le azioni, il valore delle azioni crolla. Jerry alla fine le vende, ma successivamente il suo valore inizia a salire e George finisce per realizzare un profitto di $ 8.000.
- Altri interpreti: Lynn Clark (Vanessa), Ted Davis (commesso della lavanderia)
- Ascolti USA: telespettatori 19 400 000[12]